# オースチン・3リッター

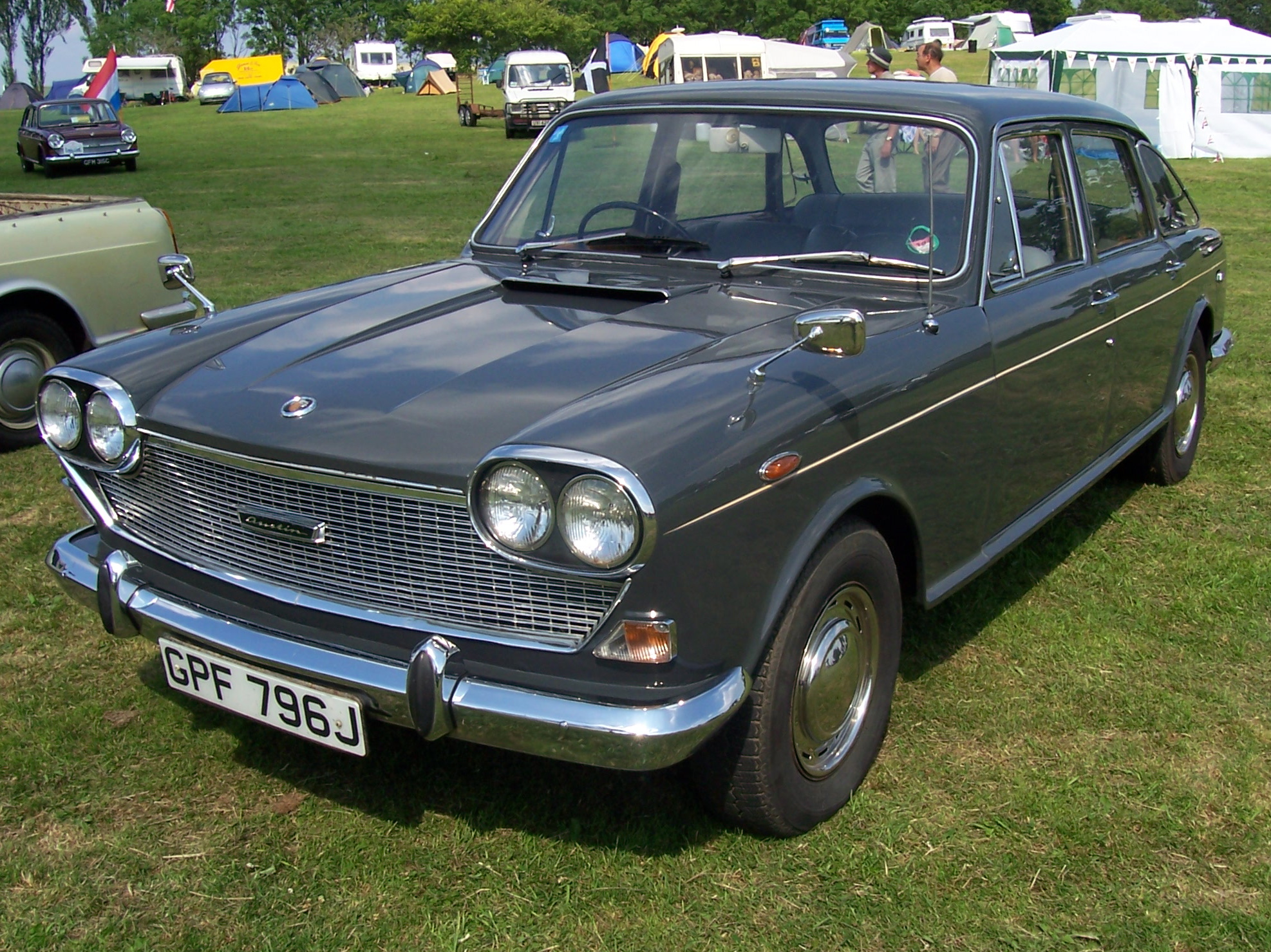
フロントビュー

オースチン・3リッターはイギリスの自動車メーカー・ブリティッシュ・レイランド・モーター・コーポレーション（BLMC）が1968年から1971年まで生産した大型乗用車である。設計コードネームは「ADO (Austin Drawing Office Project) 61」であった。
いわゆるBMC・"ファリーナ"・サルーンの大型版であったA110ウエストミンスターの後継車として1960年代半ばまでに開発された後輪駆動車であったが、ADO16･/17と共通のオイルを用いた前後関連式「ハイドロラスティック」サスペンションが装備され、荷重に係わらず姿勢を水平に保つことが出来た。エンジンはA105以来の直列6気筒7ベアリング2912cc・125馬力が縦置きに搭載された。
車体は生産合理化のためADO17のセンターセクションやドアが流用されたため、あたかもADO17の大型版のようなスタイルになり、長いホイールベースのため胴長なことから英国では'Landcrab'（陸上の蟹）と呼ばれたADO17に対し、'Land-Lobster'（陸上のロブスター）というニックネームが付いた。実際、全長4718mm・全幅1695mmに対し、ホイールベースは2908mmもあった。室内も大型車にふさわしく豪華に設えられ、ウッド張りのダッシュボードや布張りの天井を持つが、なぜかシートには本革ではなく、上質なものではあったがビニールレザーが使われた。
3リッターは商業的には大きな失敗に終わり、僅か9,992台を生産したのみで1971年には早くも生産中止されてしまう。高級版のバンデン・プラ・ウーズレー版もプロトタイプは試作されたが生産化には至らなかった。余りにも外観がADO17に似ていて高級感が欠如していたこと、BLMCとなって自社内にローバー・P6やトライアンフ2000/2500という強力なアッパーミドルカーのライバルが存在し、大衆車ブランドであるオースチンが大型車を生産する理由も希薄になっていたためであった。当時の日本にも輸入されなかった。
なお、5ドアエステートワゴンもコーチビルダーのクレイフォードによって少数生産された。
この時代のBMC/BLMC製前輪駆動車の多くを設計した名エンジニア・サー・アレック・イシゴニス（Sir Alec Issigonis）は3リッターの設計にはタッチしていない。